# Fiona Geaves
Fiona Geaves (* 6. Dezember 1967 in Gloucester) ist eine ehemalige englische Squashspielerin.

## Karriere
Fiona Geaves war von 1987 bis 2006 auf der WSA World Tour aktiv und gewann sechs Titel bei insgesamt 14 Finalteilnahmen. Ihre beste Platzierung in der Weltrangliste erreichte sie mit Rang fünf im September 2001. Von 1993 an bis zu ihrem Karriereende war sie durchgängig in den Top 20 der Weltrangliste notiert. 1995 wurde sie britische Meisterin. Sie stand je zweimal in den Halbfinals der British Open und bei Weltmeisterschaften. Mit der englischen Nationalmannschaft wurde sie sechsmal Europameister.
Bei den Commonwealth Games konnte Fiona Geaves zwei Medaillen gewinnen. Ihre erste Medaille gewann sie 2002 im Doppel, als sie mit Linda Charman Bronze holte. Im Mixed erhielt sie gemeinsam mit Chris Walker nach der Niederlage im Halbfinale eine weitere Bronzemedaille.
Sie beendete im September 2006 ihre Karriere. 2009 wurde sie Nationaltrainerin im englischen Verband.

## Erfolge
- Europameister mit der Mannschaft: 6 Titel (1991, 1994–1996, 2001, 2002)
- Gewonnene WSA-Titel: 6
- Commonwealth Games: 2 × Bronze (Doppel und Mixed 2002)
- Britischer Meister: 1995